# Poduri
Poduri es una comuna en el Distrito de Bacău, Moldavia occidental, Rumania . Contiene siete pueblos: Bucșești, Cernu, Cornet, Negreni, Poduri, Prohozești y Valea Șoșii.
El yacimiento arqueológico de Poduri, de la cultura Cucuteni del Neolítico tardío, tiene gran importancia debido a sus trece niveles de habitación que se construyeron uno sobre el otro a lo largo de los años. 

## Geografía
Poduri se encuentra en la parte centro-occidental del condado, en la margen derecha del río Tazlăul Sărat . Se encuentra alrededor de 4 kilómetros (2,5 mi) al sureste de la ciudad más cercana, Moinești . Está atravesada por la carretera comarcal DJ117, que une el oeste de Moinești  y al sur de Berzunți y Livezi. 

## Personalidades
- Eugen Chirnoagă (1891-1965), químico
- Platon Chirnoagă (1894-1974), general de brigada durante la Segunda Guerra Mundial
- Petre Grigoraș (nacido en 1964), futbolista